# 4. prosinec
4. prosinec je 338. den roku podle gregoriánského kalendáře (339. v přestupném roce). Do konce roku zbývá 27 dní.

## Události

### Česko
- 1955 – Na severovýchodě České republiky bylo založeno město Havířov.
- 1962 – Začal XII. sjezd Komunistické strany Československa. Jeho jednání se soustředilo především na řešení narůstajících problémů československého hospodářství.
- 1970 – Spadl Král smrků v Boubínském pralese.
- 1989 – Byly zrušeny výjezdní doložky, což umožnilo československým občanům vycestovat do ciziny pouze s platným cestovním pasem.
- 1999 – Na českém trhu se začal prodávat malý kompaktní automobil Škoda Fabia, kterým byl nahrazen dosavadní ikonický model Škoda Felicia.

### Svět
- 0771 – Karel Veliký se stal po smrti svého bratra Karlomana jediným panovníkem francké říše. Karel odmítl dědické nároky synů svého bratra a spojil obě části franckého teritoria.
- 1110 – Syrský přístav Saida (Sidon) se vzdal křižáckým vojskům.
- 1154 – Na papežský stolec usedl jediný papež anglického původu Hadrián IV.
- 1489 – Bitvu o Bazu vyhráli Španělé, kteří ji získali zpátky od Maurů.
- 1534 – Sultán Sulejman I. Nádherný ve válce s Perskou říší dobyl Bagdád a připojil Mezopotámii k Osmanské říši.
- 1563 – Ukončen Tridentský koncil.
- 1639 – První pozorování přechodu Venuše.
- 1644 – Třicetiletá válka – ve vestfálském Münsteru byla zahájena diplomatická jednání mezi Francií, Španělskem a Švédskem týkající se ukončení války.
- 1676 – Za 2. severní války v bitvě u Lundu porazili Švédové krále Karla XI. Dány krále Kristiána V.
- 1808 – Napoleon Bonaparte obsadil Madrid. Téhož dne ve Španělsku zrušil inkvizici.
- 1952 – Velký smog zakryl Londýn.
- 1977 – Prezident Středoafrické republiky Jean-Bédel Bokassa se korunoval císařem.
- 1996 – V USA byla vypuštěna planetární sonda Mars Pathfinder, která dopravila první vozítko na Mars.
- 2015 – Nejméně 280 lidí zemřelo při povodních v okolí města Čennaí v indickém státě Tamilnádu.
- 2021 – Erupce stratovulkánu Semeru na ostrově Jáva si vyžádala nejméně 69 lidských životů.

## Narození
Automatický abecedně řazený seznam viz Kategorie:Narození 4. prosince

### Česko

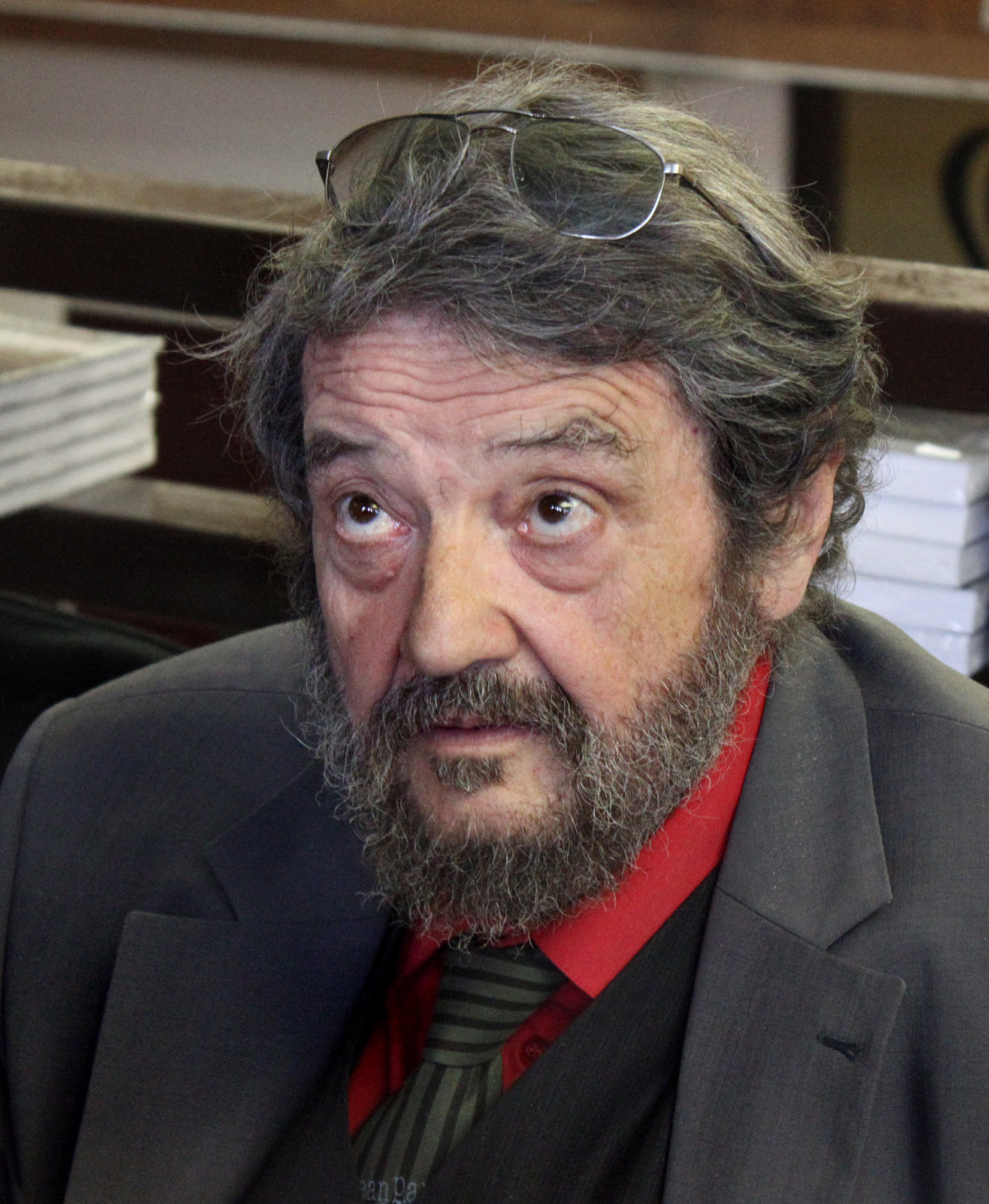
Jan Spálený (* 1942)

- 1717 – Norbert Grund, rokokový malíř († 17. června 1767)
- 1726 – František Ondřej Hirnle, český sochař a štukatér († 1774)
- 1810 – Jan Lillich, děkan teologické fakulty v Olomouci († 13. září 1849)
- 1822 – Josef Seifert, generální vikář litoměřické diecéze († 21. dubna 1904)
- 1824 – Wenzel Weber, rakouský a český duchovní a politik německé národnosti († 22. září 1888)
- 1825 – Hynek Vojáček, český hudební skladatel, pedagog a publicista († 9. února 1916)
- 1837 – Eduard Vodnařík, moravský úředník, autor mluvnice maďarštiny († 1. května 1917)
- 1871 – Jan Sedlák, profesor bohosloví a historik († 8. května 1924)
- 1875 – Václav Turek, československý politik († 21. března 1952)
- 1879 – Rudolf Krupička, básník a dramatik († 20. října 1951)
- 1882 – Franta Sauer, český proletářský spisovatel († 26. března 1947)
- 1884
  - Jiří Horák, český slavista, folklorista a diplomat († 14. srpna 1975)
  - Petr Křička, básník, autor literatury pro děti a překladatel († 25. července 1949)
- 1885 – Bohumír Kozák, český architekt († 1. dubna 1978)
- 1893 – Karel Holan, malíř († 4. října 1953)
- 1900 – Oldřich Stefan, architekt († 5. května 1969)
- 1904 – Jan Tříska, akademický sochař († 24. září 1976)
- 1914 – Rudolf Horský, teolog, biskup Církve československé husitské († 4. srpna 2001)
- 1916
  - Jaromír Nechanský, voják, příslušník výsadku Platinum-Pewter († 16. června 1950)
  - Ota Gregor, lékař († 24. září 2006)
- 1925 – Zoe Klusáková-Svobodová, ekonomka, dcera arm. generála Ludvíka Svobody († 12. prosince 2022)
- 1926 – Zdeněk Kudělka, historik umění († 18. listopadu 2000)
- 1930 – Kamil Fuchs, architekt († 13. srpna 1995)
- 1936 – Karel Pauzer, český sochař, keramik, grafik a restaurátor
- 1938 – Milan Elleder, lékař a profesor patologie († 25. září 2011)
- 1942 – Jan Spálený, bluesový hudebník
- 1947 – Jan Míka, filmový a televizní scenárista a spisovatel
- 1950 – Marie Rusová, česká právnička a politička
- 1953 – Markéta Prachatická, výtvarnice, kreslířka a autorka animovaných filmů
- 1969 – Robert Jašków, herec
- 1994 – Michal Šeps, zpěvák

### Svět

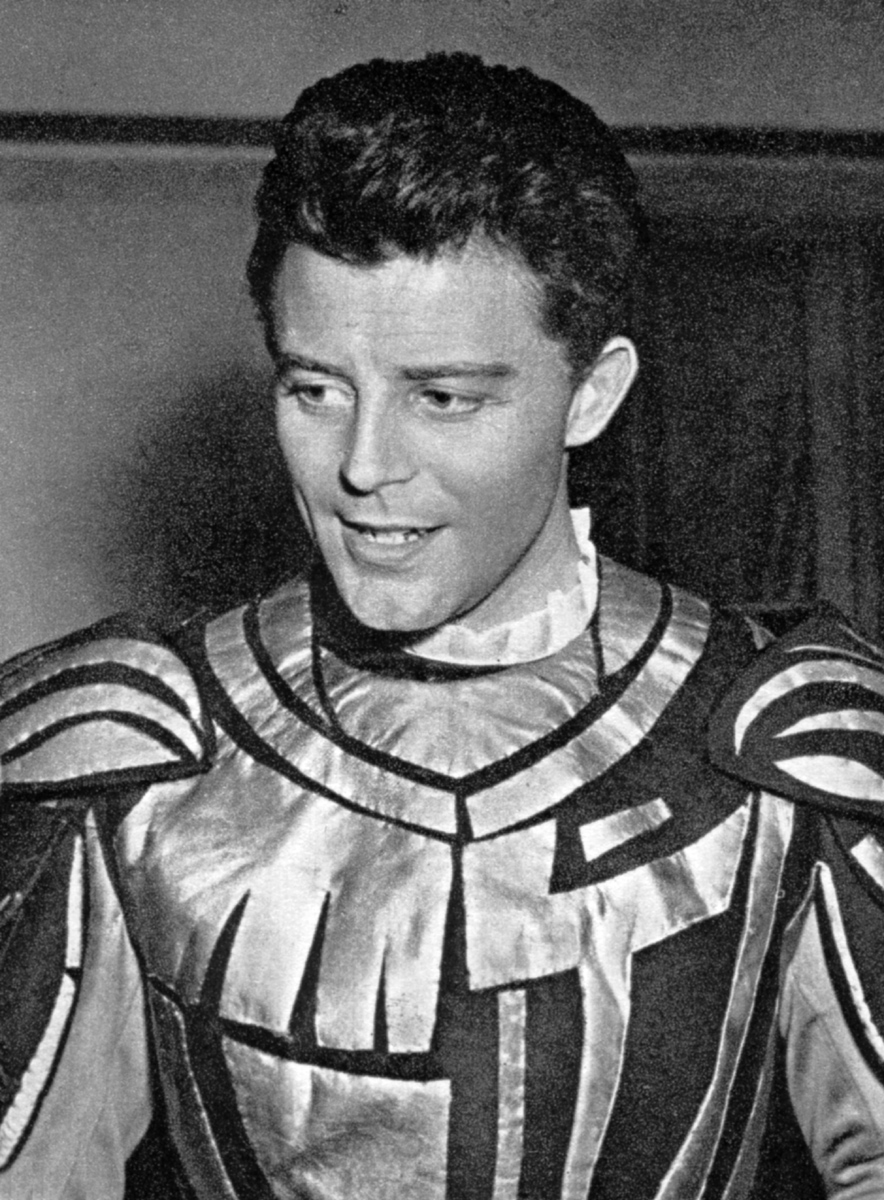
Gérard Philipe (* 1922)

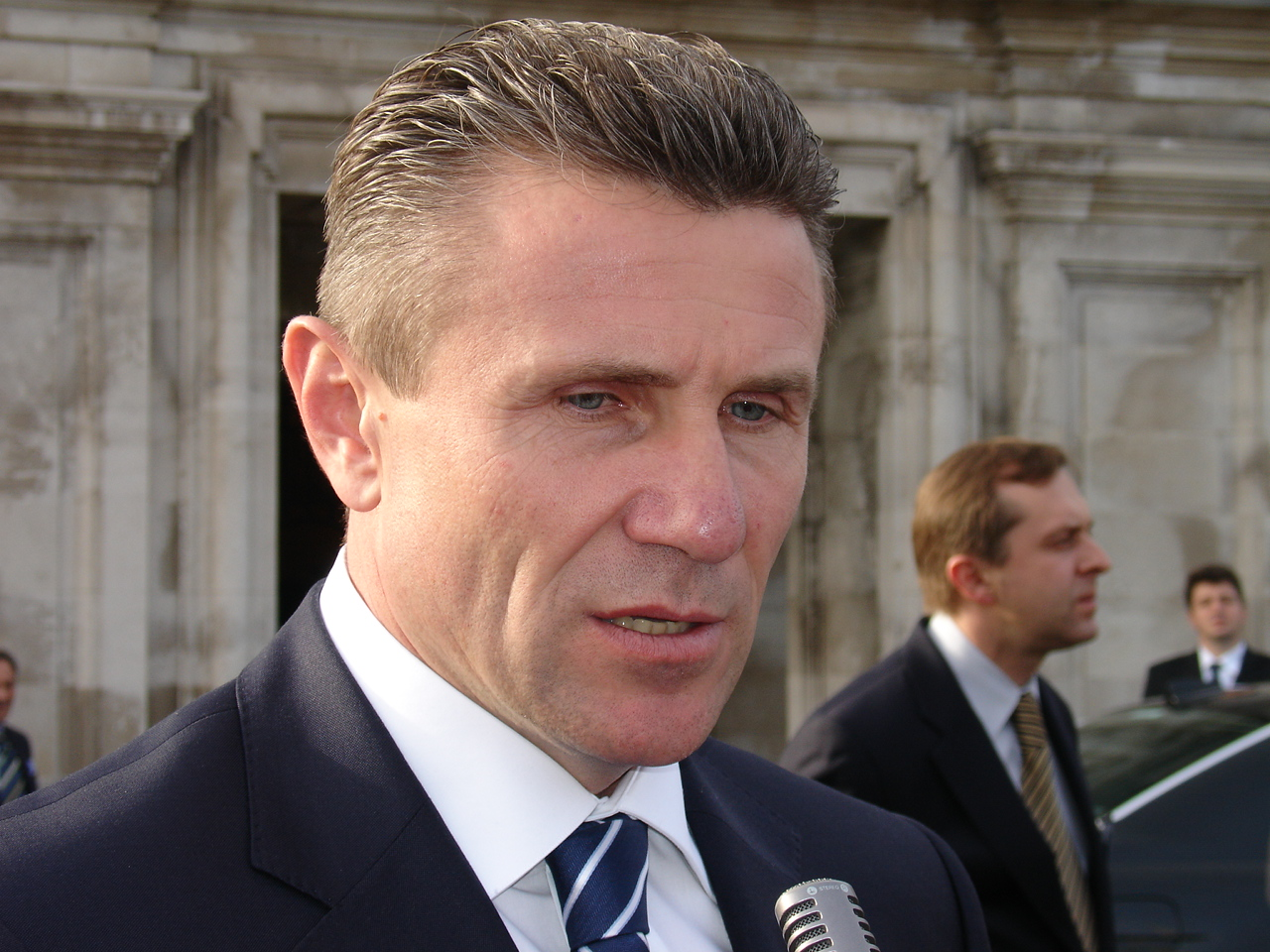
Sergej Bubka (* 1963)

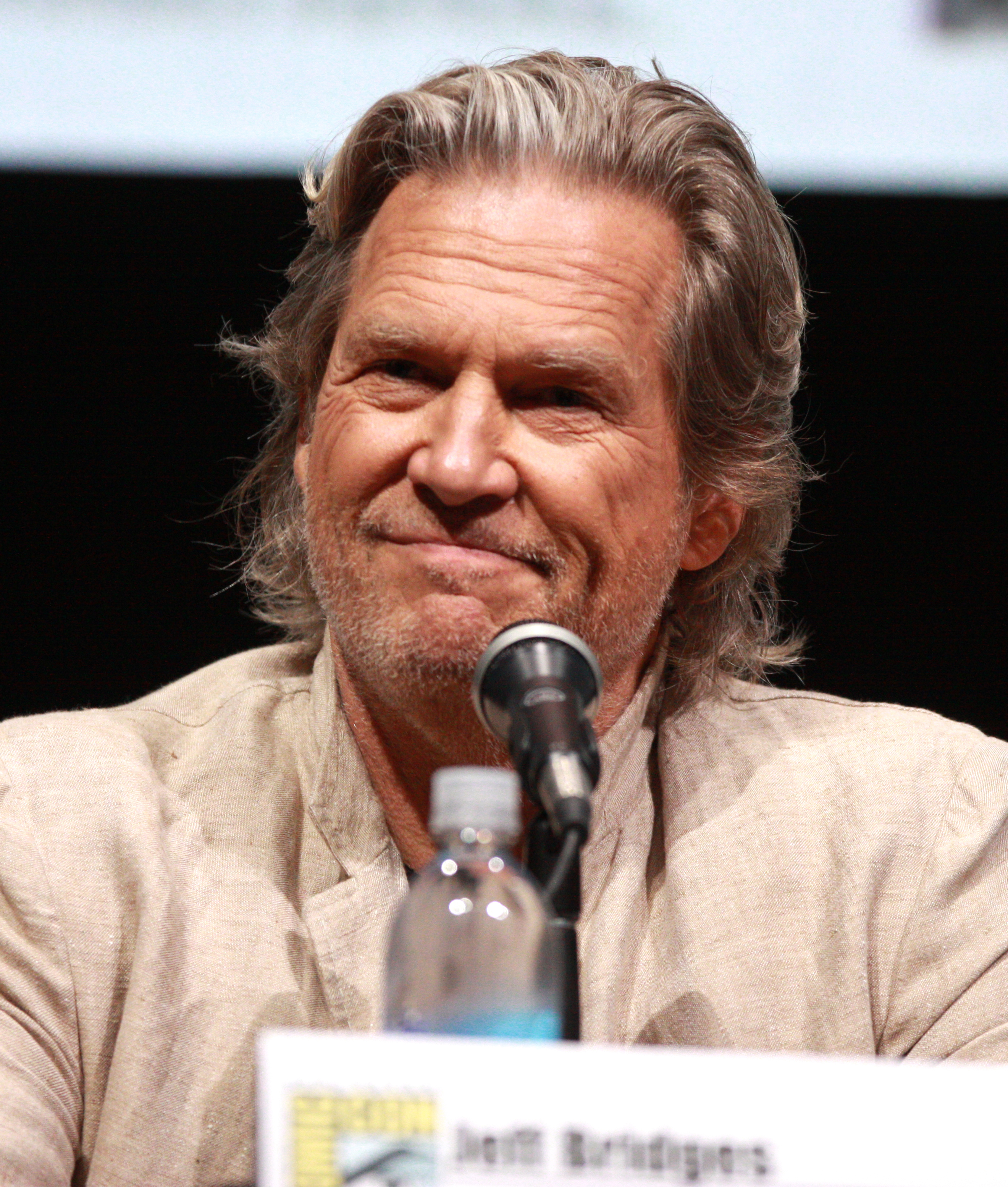
Jeff Bridges (* 1949)

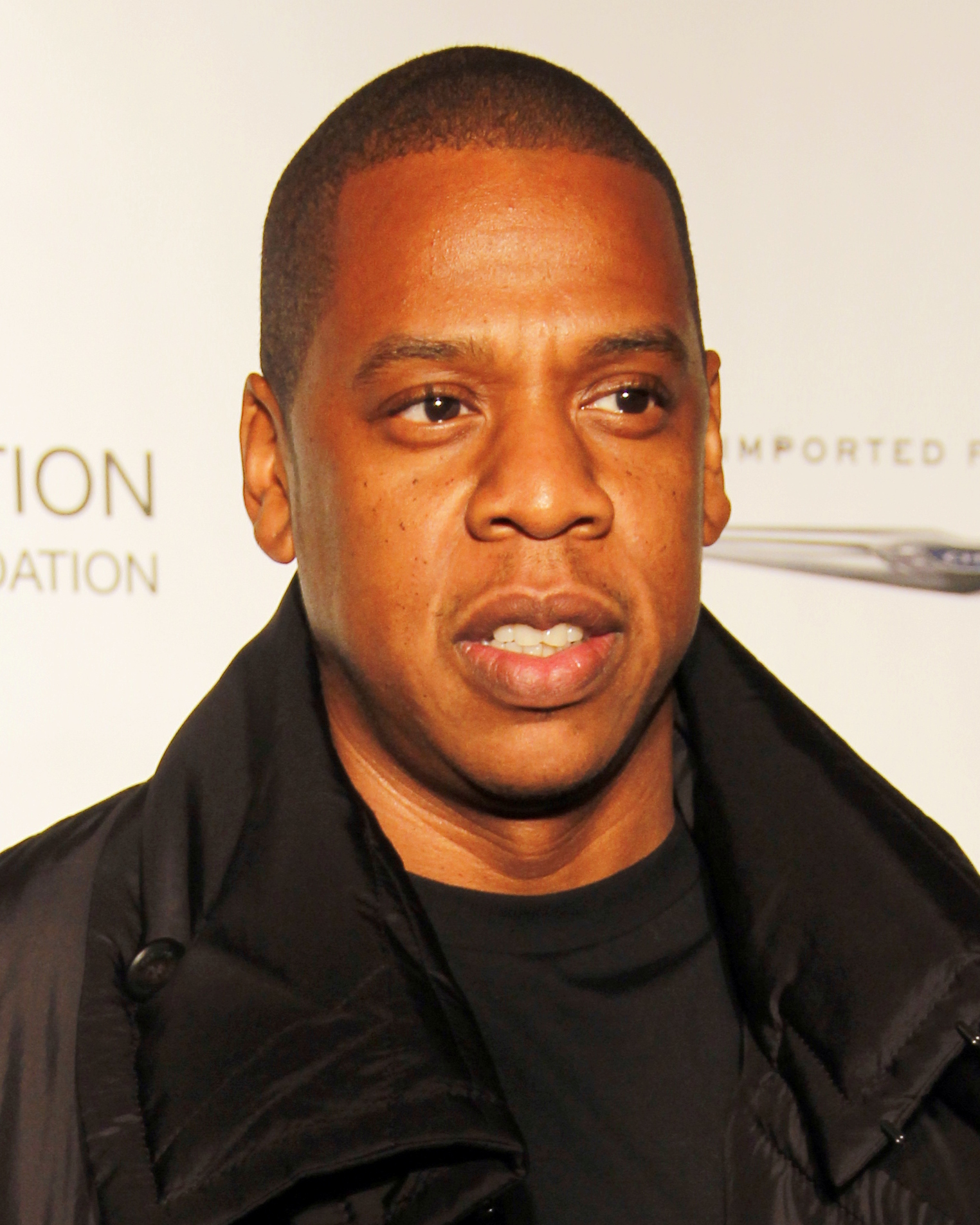
Jay-Z (* 1969)

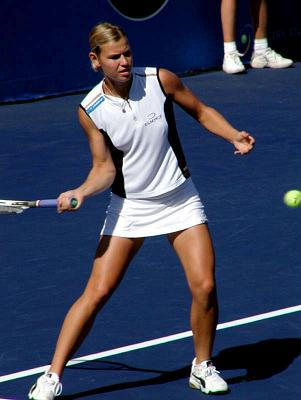
Anke Huberová (* 1974)

- 0034 – Persius, starořímský básník a satirik († 24. prosince 62)
- 1571 – Ferdinand Habsburský, syn Filipa II. Španělského († 18. listopadu 1578)
- 1595 – Jean Chapelain, francouzský básník († 22. února 1674)
- 1660 – André Campra, francouzský skladatel a dirigent († 29. června 1744)
- 1667 – Tommaso Bernardo Gaffi, italský varhaník a hudební skladatel († 11. února 1744)
- 1711 – Marie Barbara z Braganzy, španělská královna jako manželka Ferdinanda VI. († 27. srpna 1758)
- 1766 – Jakub Frint, rakouský katolický biskup († 11. října 1834)
- 1767 – John Adams, britský námořník a vzbouřenec († 5. března 1829)
- 1768 – Aimée du Buc de Rivéry, francouzská dědička plantáží, která se ztratila na moři († ?)
- 1777 – Juliette Récamierová, francouzská spisovatelka a hostitelka pařížského salónu († 1849)
- 1783 – Christoph Friedrich Otto, německý botanik († 7. prosince 1856)
- 1784 – Šarlota Frederika Meklenbursko-Zvěřínská, manželka pozdějšího dánského krále Kristiána VIII. († 13. července 1840)
- 1795 – Thomas Carlyle, skotský filosof a historik († 5. února 1881)
- 1800 – Emil Aarestrup, dánský básník († 21. července 1856)
- 1808
  - Maxmilián Josef Bavorský, bavorský vévoda († 15. listopadu 1888)
  - Joseph Gabet, francouzský misionář († 3. března 1853)
- 1821 – Ernst Wilhelm Leberecht Tempel, německý astronom a litograf († 16. března 1889)
- 1840 – Auguste Maure, francouzský fotograf († 3. března 1907)
- 1875 – Rainer Maria Rilke, rakouský básník († 29. prosince 1926)
- 1878 – Michail Alexandrovič, čtvrtý syn cara Alexandra III. († 13. června 1918)
- 1881 – Erwin von Witzleben, účastník příprav neúspěšného atentátu na Hitlera z 20. července 1944 († 8. srpna 1944)
- 1892 – Francisco Franco, španělský diktátor († 20. listopadu 1975)
- 1893 – August Cesarec, chorvatský spisovatel († 15. července 1941)
- 1895 – Fritiof Nilsson Piraten, švédský humoristický spisovatel († 31. ledna 1972)
- 1903 – Aaron Siskind, americký fotograf († 8. února 1991)
- 1907 – Edvard Ravnikar, slovinský architekt († 23. srpna 1993)
- 1908 – Alfred Hershey, americký bakteriolog a genetik, Nobelova cena 1969 († 22. května 1997)
- 1909 – Karel Pius Rakousko-Toskánský, rakouský arcivévoda a karlistický pretendent († 24. prosince 1953)
- 1910
  - Ján Kostra, slovenský básník († 5. listopadu 1975)
  - Alex North, americký hudební skladatel († 8. září 1991)
- 1915 – Eddie Heywood, americký klavírista († 3. ledna 1989)
- 1917
  - Russell Jacquet, americký trumpetista († 28. února 1990)
  - Anna Bowes-Lyon, sestřenice britské královny Alžběty II. († 26. září 1980)
- 1919
  - Vojin Lukić, jugoslávský ministr vnitra († 25. října 1997)
  - Lawrence Stone, anglický historik († 16. června 1999)
  - Inder Kumar Gujral, premiér Indie († 30. listopadu 2012)
- 1922 – Gérard Philipe, francouzský herec († 25. listopadu 1959)
- 1923 – Angelo Maria Ripellino, italský slavista, básník a překladatel († 21. dubna 1978)
- 1925
  - Albert Bandura, kanadský psycholog († 26. července 2021)
  - Lino Lacedelli, italský horolezec († 20. listopadu 2009)
- 1926 – Maria Janion, polská literární historička a teoretička
- 1927
  - William Labov, americký jazykovědec († 17. prosince 2024)
  - Manuel Puntillita Licea, kubánský zpěvák († 4. prosince 2000)
- 1930 – Jim Hall, americký jazzový kytarista († 10. prosince 2013)
- 1931 – Alex Delvecchio, kanadský lední hokejista († 1. července 2025)
- 1932 – Ro Tche-u, prezident Jižní Koreje († 26. října 2021)
- 1933
  - Horst Buchholz, německý herec († 3. března 2003)
  - Denis Charles, americký bubeník († 24. března 1998)
- 1934 – Abimael Guzmán, peruánský filosof, zakladatel teroristické organizace Světlá stezka († 11. září 2021)
- 1936 – John Giorno, americký básník († 11. října 2019)
- 1937 – Ernie Carson, americký kornetista a klavírista († 9. ledna 2012)
- 1942 – Gemma Jonesová, britská herečka
- 1944
  - Dennis Wilson, americký hudebník (The Beach Boys) († 28. prosince 1983)
  - Chris Hillman, americký hudebník
  - Jelena Volčecká, sovětská gymnastka
- 1945 – Roberta Bondarová, lékařka, první astronautka z Kanady
- 1949
  - Jeff Bridges, americký herec a hudebník
  - Valerij Michajlovič Dembickij, ruský chemik
- 1951
  - Reinhard Eiben, německý vodní slalomář, olympijský vítěz
  - Gary Rossington, americký kytarista
  - Izzat Ghazzawi, palestinský spisovatel († 4. dubna 2003)
- 1952 – Avi Dichter, izraelský politik, ředitel zpravodajské služby Šin Bet
- 1953 – Jean-Marie Pfaff, belgický fotbalista
- 1954 – Franc Križanič, slovinský ekonom a politik
- 1955
  - Dave Taylor, kanadský hokejový útočník
  - Cassandra Wilson, americká jazzová zpěvačka
- 1961 – Ann Lindeová, švédská politička
- 1962 – Alexandr Litviněnko, agent KGB a FSB († 23. listopadu 2006)
- 1963
  - Jozef Sabovčík, slovenský krasobruslař
  - Sergej Bubka, ukrajinský sportovec, atlet
- 1965 – Wayne Lotter, jihoafrický ochránce přírody († 16. srpna 2017)
- 1969
  - Jay-Z, americký raper
  - Gregor Virant, slovinský, politik
- 1970 – Kevin Sussman, americký herec
- 1972 – Sebastian Karpiniuk, polský politik († 10. dubna 2010)
- 1973 – Tyra Banksová, americká modelka a moderátorka
- 1974 – Anke Huberová, německá tenistka
- 1979
  - Gareth Jones, velšský ragbista († 16. června 2008)
  - Stevie Lyle, velšský lední hokejista
- 1992 – Kim Seokjin, jihokorejský zpěvák skupiny BTS
- 1994 – Leandro Trossard, belgický fotbalista
- 1995 – Dina Asherová-Smithová, britská atletka, sprinterka
- 1996 – Diogo Jota, portugalský fotbalista († 3. července 2025

## Úmrtí
Automatický abecedně řazený seznam viz Kategorie:Úmrtí 4. prosince

### Česko

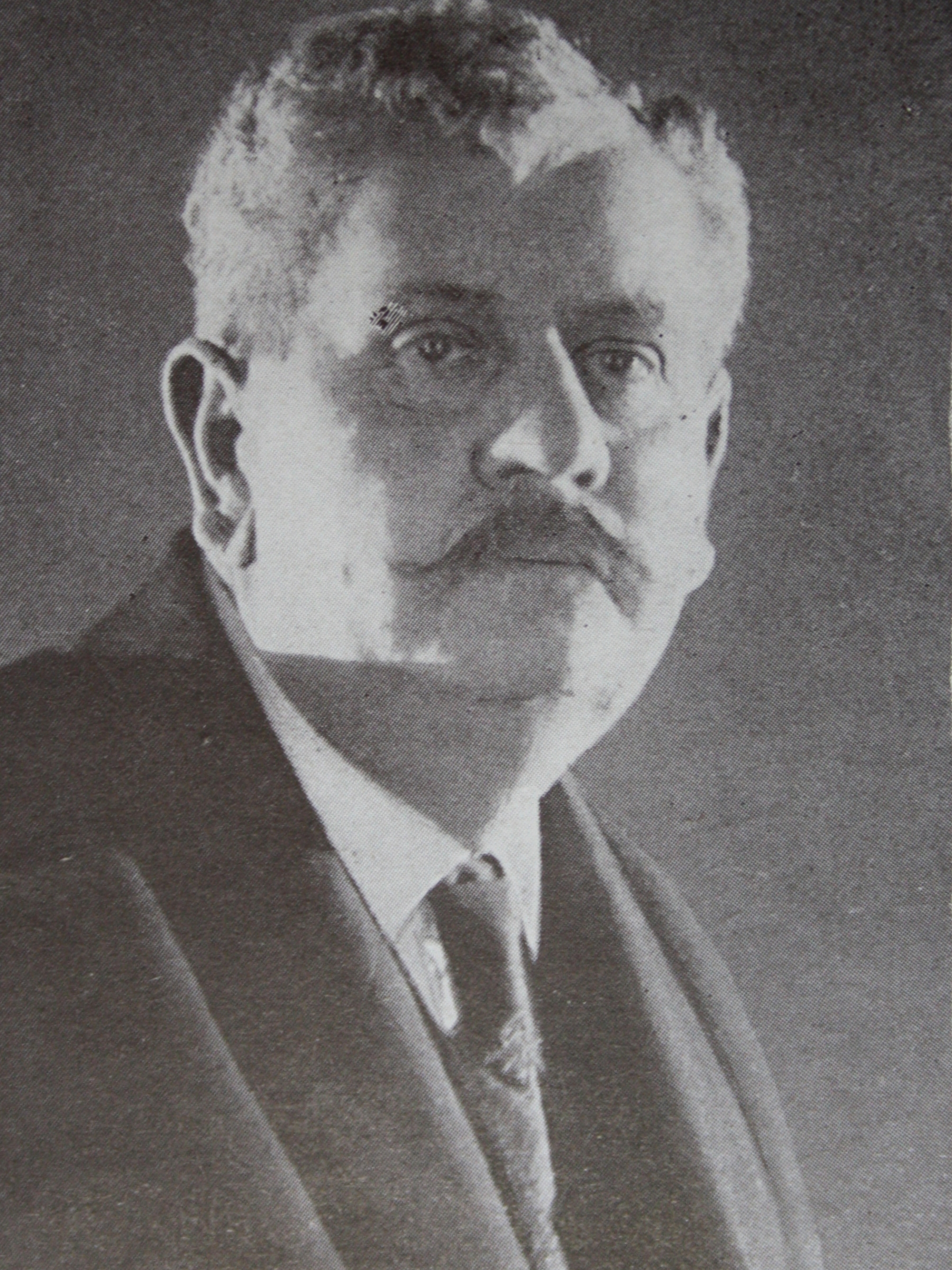
Viktor Ponrepo († 1926)

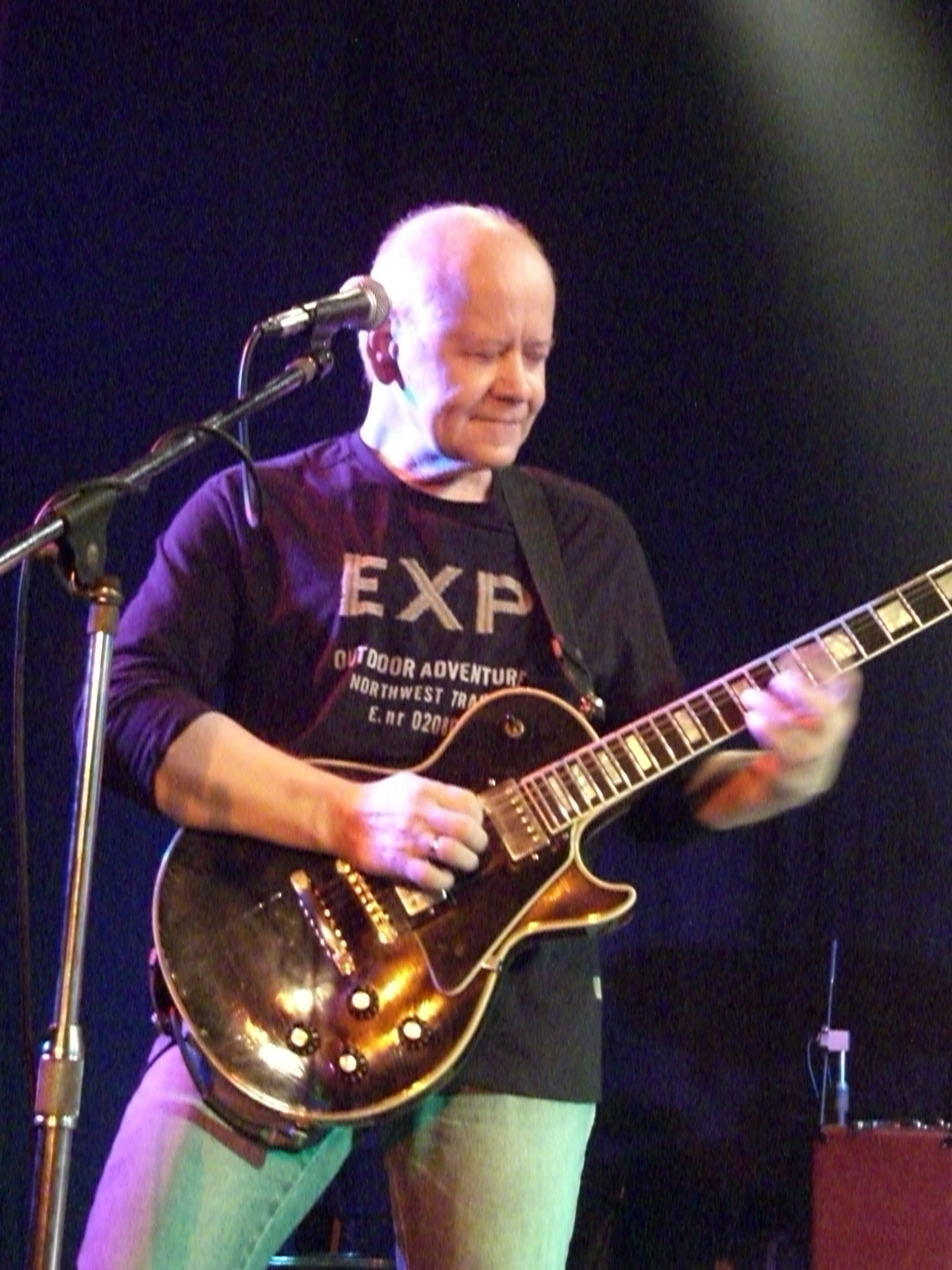
Radim Hladík († 2016)

- 1715 – Karel Josef Lotrinský, biskup olomoucký, arcibiskup trevírský (* 24. listopadu 1680)
- 1883 – Čeněk Kotal, pedagog, vlastenec, redaktor časopisu Vesmír (* 4. dubna 1841)
- 1890 – Tomáš Seidan, sochař a pedagog (* 6. září 1830)
- 1891 – Vratislav Kazimír Šembera, básník a novinář (* 4. března 1844)
- 1893 – Antonín Matzenauer, slavista, baltista a jazykovědec (* 11. září 1823)
- 1895 – František Karel Kolár, herec, režisér a výtvarník (* 29. ledna 1829)
- 1902 – Hieronymus Lorm, německy píšící hluchoslepý básník a filosof (* 9. srpna 1821)
- 1906 – Čeněk Šercl, lingvista a polyglot (* 28. září 1843)
- 1919 – František Augustin Urbánek, hudební nakladatel a knihkupec (* 23. listopadu 1842)
- 1923 – Friedrich Nitsche, poslanec Českého zemského sněmu a Říšské rady, starosta Vyššího Brodu (* 23. června 1835)
- 1926 – Viktor Ponrepo, majitel prvního stálého kina v Čechách (* 6. června 1858)
- 1928 – Karel Kadlec, právník, spoluautor návrhu ústavy českého státu (* 11. ledna 1865)
- 1930 – Václav Laurin, technik a podnikatel (* 27. září 1865)
- 1935 – Norbert Kubát, sbormistr, varhaník, houslista a hudební skladatel (* 12. března 1863)
- 1937 – Josef Václav Najman, čs. ministr železnic a ministr průmyslu, obchodu a živností (* 20. dubna 1882)
- 1939 – František Vejdovský, český zoolog (* 24. října 1849)
- 1944 – Alberto Vojtěch Frič, etnograf a spisovatel (* 8. září 1882)
- 1947 – František Zavřel, spisovatel a dramatik (* 1. listopadu 1885)
- 1959 – Antonín Václavík, etnograf (* 12. července 1891)
- 1966 – Albert Vyskočil, spisovatel, literární kritik a překladatel (* 28. ledna 1890)
- 1974 – Antonín Kalvoda, akademický sochař (* 11. července 1907)
- 1980 – Zdeněk Otava, operní pěvec (* 11. března 1902)
- 1982 – František Trejtnar, vojenský letec (* 7. března 1917)
- 2002 – Milan Maryška, filmový dokumentarista, režisér a fotograf (* 23. března 1943)
- 2006 – Marie Hlouňová, houslistka a hudební pedagožka (* 3. května 1912)
- 2008 – Miroslav Hlaváč, skladatel elektroakustické hudby a mostní stavitel (* 23. října 1923)
- 2009 – Zdeněk Ceplecha, astronom (* 27. ledna 1929)
- 2010 – Hana Pražáková, spisovatelka (* 13. července 1930)
- 2012 – Miroslav Klůc, hokejista (* 1. prosince 1922)
- 2016 – Radim Hladík, rockový kytarista, skladatel, producent a pedagog (* 13. prosince 1946)
- 2020 – Antonín Jaroslav Liehm, filmový a literární kritik (* 2. března 1924)

### Svět

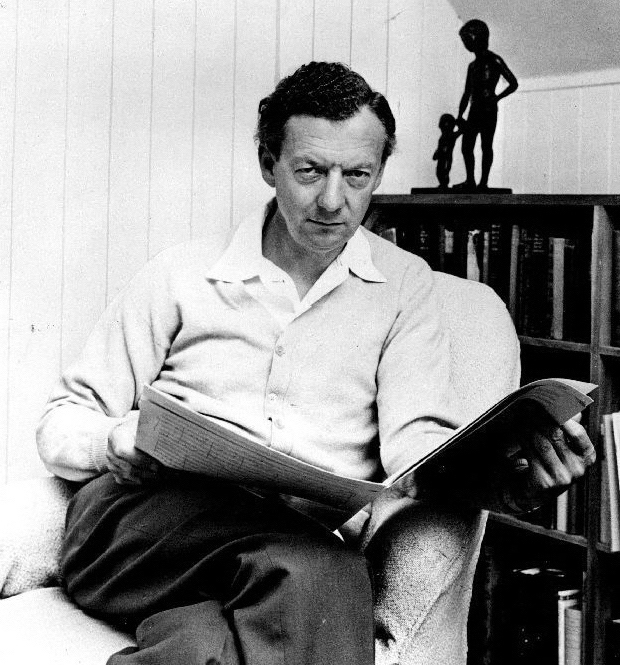
Benjamin Britten († 1976)

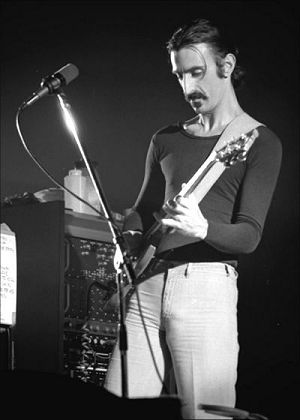
Frank Zappa († 1993)

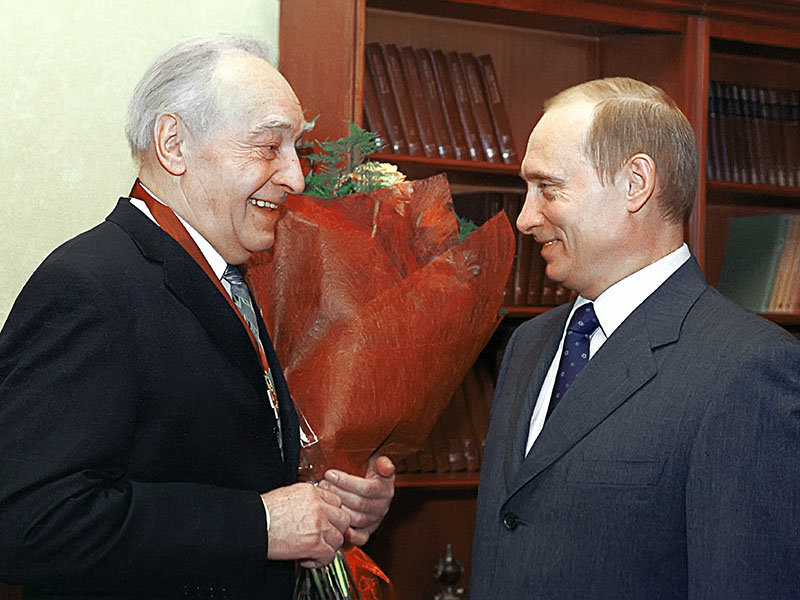
Vjačeslav Tichonov
(† 2009)

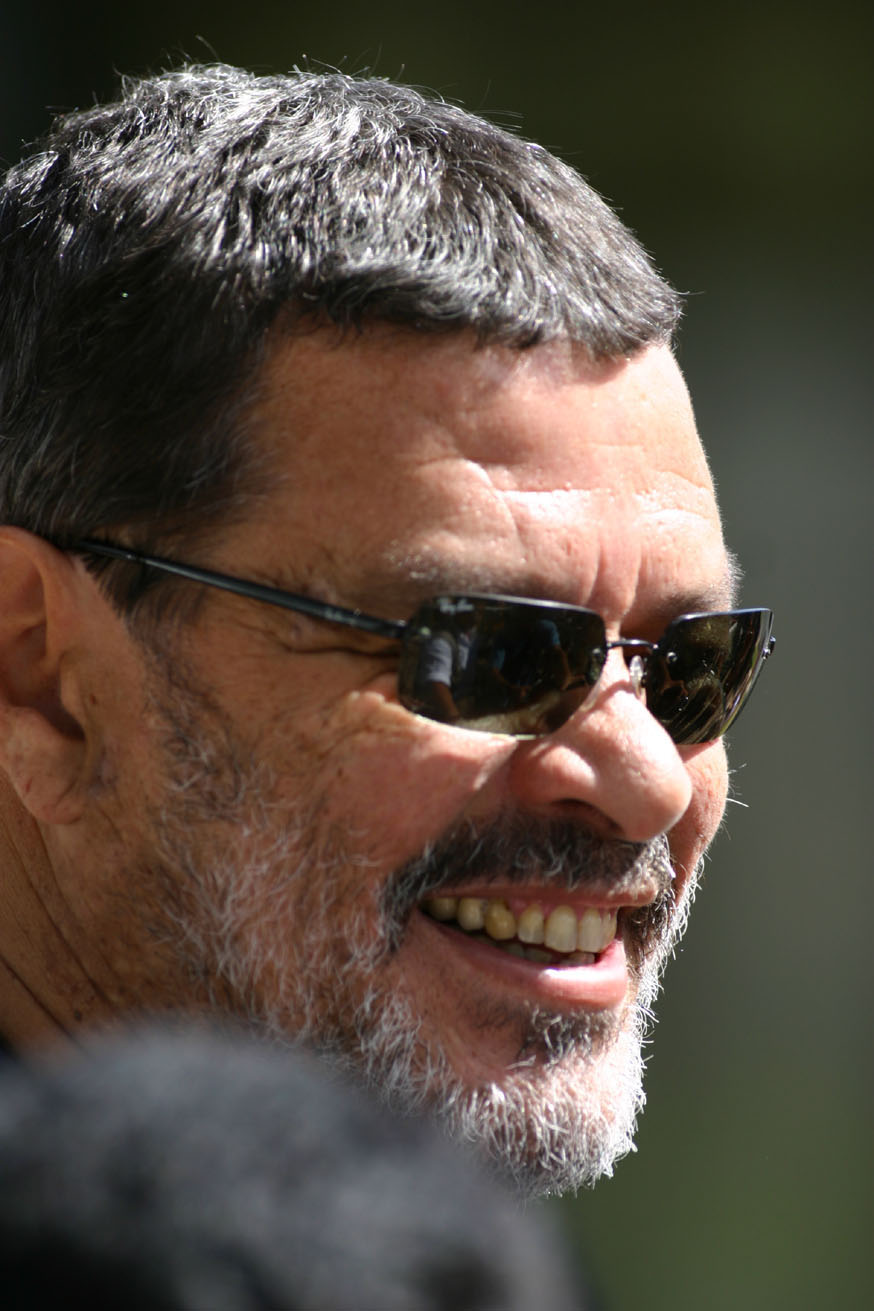
Sócrates († 2011)

- 1137 – Lothar III., římský císař (* 1075)
- 1131 – Omar Chajjám, íránsky vědec, matematik, astronom a básník (* asi 1048)
- 1214 – Vilém I. Skotský, král Skotska (* 1142/1143)
- 1270 – Theobald II. Navarrský, navarrský král (* 1239)
- 1300 – Albrecht III. Braniborský, markrabě braniborský (* cca 1250)
- 1334 – Jan XXII., avignonský papež, vlastním jménem Jacques d'Euse (* 1244)
- 1408 – Valentina Visconti, vévodkyně orleánská (* 1371)
- 1574 – Georg Joachim Rhaeticus, rakouský matematik a astronom (* 16. února 1514)
- 1642 – Armand Jean du Plessis, kardinál Richelieu, francouzský duchovní, šlechtic a státník (* 9. září 1585)
- 1674 – Jan z Rottalu, moravský šlechtic rakouského původu (* 1605)
- 1679 – Thomas Hobbes, anglický filozof, mechanistický materialista, teoretik státu a práva (* 5. dubna 1588)
- 1681 – Mořic Sasko-Zeitzský, sasko-zeitzský vévoda z rodu Wettinů (* 28. březen 1619)
- 1689 – Aşub Sultan, manželka osmanského sultána Ibrahima I. a matka sultána Sulejmana II. (* 1627)
- 1696 – Meišó, 109. japonská císařovna (* 9. ledna 1624)
- 1727 – Žofie Vilemína Sasko-Kobursko-Saalfeldská, německá šlechtična (* 9. srpna 1693)
- 1732 – John Gay, anglický básník a dramatik (* 30. června 1685)
- 1789 – Étienne Jeaurat, francouzský malíř (* 9. února 1699)
- 1798 – Luigi Galvani, italský lékař a fyzik (* 9. září 1737)
- 1828 – Robert Jenkinson, britský státník (* 7. června 1770)
- 1848 – Joseph Mohr, rakouský římskokatolický kněz, básník a autor textu vánoční koledy Tichá noc (* 11. prosince 1792)
- 1865 – Blahoslavený Adolph Kolping, německý katolický kněz a sociální reformátor (* 8. prosince 1813)
- 1893
  - John Tyndall, anglický fyzik (* 2. srpna 1820)
  - Heinrich Göbel, hodinář a vynálezce (* 28. dubna 1818)
- 1894 – Leon Abbett, guvernér New Jersey (* 8. října 1836)
- 1895 – Dürrünev Kadınefendi, konkubína osmanského sultána Abdulazize (* 15. března 1835)
- 1899 – Franciszek Jan Smolka, rakouský politik polského původu (* 5. listopadu 1810)
- 1904
  - Jerzy Harwot, polský pedagog a publicista (* 7. května 1853)
  - Zdenko Schücker, rakouský politik (* 26. října 1842)
- 1913 – Vinzenz Baillet von Latour, předlitavský státní úředník a politik (* 5. října 1848)
- 1923
  - Maurice Barrès, francouzský spisovatel, novinář a politik (* 19. srpna 1862)
  - Naciye Hanım, manželka osmanského sultána Abdulhamida II. (* 1882)
- 1926 – Ivana Kobilca, slovinská malířka (* 20. prosince 1861)
- 1927 – Alexander Joseph Kolowrat-Krakowský, rakouský filmový producent (* 29. ledna 1886)
- 1932
  - Edmund Wojtyła, polský lékař, starší bratr papeže Jana Pavla II. (* 27. srpna 1906)
  - Gustav Meyrink, německý spisovatel (* 19. ledna 1868)
- 1933 – Stefan George, německý básník (* 12. července 1868)
- 1935 – Charles Richet, francouzský fyziolog, Nobelova cena 1913 (* 25. srpna 1850)
- 1945
  - Richárd Weisz, maďarský zápasník, olympijský vítěz (* 30. dubna 1879)
  - Thomas Morgan, americký genetik, nositel Nobelovy ceny za medicínu (* 25. září 1866)
- 1946 – Ernst Kornemann, německý historik (* 11. října 1868)
- 1951 – Pedro Salinas, španělský spisovatel (* 27. listopadu 1891)
- 1952 – Karen Horneyová, německo-americká psychiatrička a psychoanalytička (* 16. září 1885)
- 1958 – Emilie Demant Hatt, dánská spisovatelka a etnoložka (* 21. ledna 1873)
- 1969 – Carlos Marighella, brazilský spisovatel a marxistický revolucionář (* 5. prosince 1911)
- 1971 – Šunrjú Suzuki, japonský zenbuddhista (* 18. května 1904)
- 1972 – Kadiš Luz, izraelský politik, ministr, předseda Knesetu (* 10. ledna 1895)
- 1973 – Lauri Lehtinen, finský olympijský vítěz v běhu na 5 000 metrů (* 10. srpna 1908)
- 1975 – Hannah Arendtová, americká politoložka (* 14. října 1906)
- 1976
  - Tommy Bolin, americký kytarista (Deep Purple) (* 1. srpna 1951)
  - Benjamin Britten, britský hudební skladatel (* 22. listopadu 1913)
- 1978
  - Rudolf Svensson, švédský zápasník, zlato na OH 1924, 1928 a 1932 (* 27. března 1899)
  - Tancred Ibsen, norský důstojník, pilot, filmový režisér a scenárista (* 11. července 1893)
  - Tadeusz Kasprzycki, polský generál (* 16. ledna 1891)
- 1980
  - Francisco de Sá Carneiro, premiér Portugalska (* 19. července 1934)
  - Stanisława Walasiewiczová, americká sprinterka, olympijská vítězka 1932 (* 3. dubna 1911)
- 1987
  - Arnold Lobel, americký spisovatel a ilustrátor (* 22. května 1933)
  - Constantin Noica, rumunský filozof (* 12. července 1909)
- 1990 – Naoto Tadžima, japonský olympijský vítěz v trojskoku 1936 (* 15. srpna 1912)
- 1993 – Frank Zappa, americký hudebník a skladatel (* 21. prosince 1940)
- 1995
  - Petar Gligorovski, makedonský malíř, fotograf, režisér a scenárista animovaných filmů (* 7. února 1938)
  - Rudolf Hruska, rakouský konstruktér a designér automobilů (* 2. července 1915)
- 1998 – Natália de Lemény Makedonová, slovenská publicistka, spisovatelka a vydavatelka (* 17. července 1950)
- 2000
  - Manuel Puntillita Licea, kubánský zpěvák (* 4. prosince 1927)
  - Hans Carl Artmann, rakouský lyrik a prozaik (* 12. června 1921)
- 2009
  - Vjačeslav Tichonov, ruský herec (* 8. února 1928)
  - Stephen Edelston Toulmin, anglický filosof (* 25. března 1922)
- 2010 – Ivan Krivosudský, slovenský herec (* 1. března 1927)
- 2011
  - Hubert Sumlin, americký bluesový kytarista a zpěvák (* 16. listopadu 1931)
  - Sócrates, brazilský fotbalový reprezentant (* 19. února 1954)[1]
- 2012 – Jack Brooks, americký politik (* 18. prosince 1922)
- 2017
  - Manuel Marín, španělský politik (* 21. října 1949)
  - Henning Jensen, dánský fotbalista (* 17. srpna 1949)
- 2022
  - Patrick Tambay, francouzský automobilový závodník (* 25. června 1949)
  - Nick Bollettieri, americká tenisový trenér (* 31. července 1931)

## Svátky

### Česko
- Barbora
- Babeta

### Svět
- Mezinárodní den bank

## Pranostiky

### Česko
- Svatá Kateřina prádlo máchá a Barbora je škrobí.
- Je-li Kačenka naškrobená, je Baruška ucouraná.
- Svatá Barbora bývá naškrobena
- Svatá Barborka vyhání dříví ze dvorka.
- Po sněhu Bára s Mikulášem šla.
- O svaté Barboře ležívá sníh na dvoře.
- O svaté Barboře, měj sáně na dvoře!
- Na svatou Barboru saně do dvoru.
- Svatá Barborka táhne sáně ze dvorka.
- Na svatou Barboru mruz – schovej saně, hotuj vůz.
- Po svaté Baruši střez nosu i uší!
- Svatá Barbora mosty mostí, Sába hřeby ostří,
 svatý Mikuláš je přibíjí.
- Jaké počasí na svatou Barboru, takové bývá celý advent.
- Když je Barbora ucouraná, bude svatý Štěpán na ledě.
- Má-li svatá Barbora bílou zástěru, bude hodně trávy.
- Má-li svatá Barbora bílý fěrtoch, bude příští rok hodně trávy.
- Jsou-li na svatou Barboru meze přikryty sněhem, bude hojně trávy.
- Je-li na den svaté Barbory mnoho jinovatky na stromech,
bude hodně ovoce v budoucím roce.